# ЦСК ВВС в сезоне 1997
В сезоне 1997 года ЦСК ВВС (Самара) третий раз стали вице-чемпионами России.
К титулу команду привел тренерский дуэт Александра Соловьёва и Виталия Шашкова.
В список «33 лучшие футболистки по итогам сезона 1997 г.» включены 8 футболистов «ЦСК ВВС»: Светлана Петько (вратарь, № 1), Елена Головко (левый защитник,
№ 3), Елена Кононова (правый полузащитник, № 1), Галина Комарова (правый полузащитник, № 2), Александра Светлицкая (левый полузащитник, № 1), Ирина Григорьева (центральный полузащитник (опорный), № 1),
Юлия Матвеева (правый нападающий, № 3) и Лариса Савина (левый нападающий, № 3).

## Изменения в составе
- ПРИШЛИ:
  - Юлия Матвеева из клуба «КМВ» (Кисловодск);
  - Марина Примак и Наталья Дорошева возвращены из аренды из клуба «КАМАЗ» (Набережные Челны);
  - Мария Пигалёва из клуба «Текстильщик-СиМ» (Раменское).
- УШЛИ:
  - Елена Морозова в клуб «Лада» (Тольятти);
  - Надежда Марченко — завершила карьеру (нападающая, в 1994—1996 гг. сыграла за «ЦСК ВВС» 62 матча в ЧР, забила 20 мячей);
  - Галина Приходько защитница, в 1995—1996 гг. сыграла за «ЦСК ВВС» 17 матчей в ЧР, забила 2 мяча.

## Чемпионаты России
| Место | И  | В  | Н | П | М    | О  | Кубок России | Бомбардир          |
| ----- | -- | -- | - | - | ---- | -- | ------------ | ------------------ |
|       | 18 | 14 | 3 | 1 | 52-8 | 45 | 1/4 финала   | -17 Елена Кононова |

## Серебряные призёры России
- Елена Головко
- Ирина Григорьева
- Орынбасар Дауренбекова
- Сауле Джарболова
- Наталья Дорошева
- Татьяна Егорова
- Галина Комарова
- Елена Кононова
- Светлана Литвинова
- Юлия Матвеева
- Разия Нуркенова
- Светлана Петько (вратарь)
- Мария Пигалева (вратарь)
- Марина Примак
- Лариса Савина
- Александра Светлицкая
- Наталья Сухорукова